# Louis Winslow Austin
Pour les articles homonymes, voir Winslow.
Louis Winslow Austin (30 octobre 1867 - 27 juin 1932) était un physicien américain connu pour ses recherches sur les transmissions radios à longue portée.
Austin est né à Orwell, dans le Vermont et étudia au Middlebury College (promotion 1889) puis à l'Université de Strasbourg ainsi qu'en Allemagne, où il obtint son doctorat en 1893.
Dans les années 1893 à 1901, il enseigna la physique à l'Université du Wisconsin-Madison, puis retourna deux ans au Physikalisch-Technische Reichsanstalt à Berlin où il réalisa des recherches sur les gaz chauds.
En 1904, il rejoint le National Bureau of Standards pour étudier la propagation des ondes radio. Il dirigea le Naval Radio Telegraphic Laboratory (qui deviendra plus tard le Naval Research Laboratory), créé par l'United States Navy, de 1908 à 1923 puis pris la tête du Laboratoire de Physique des Ondes Radios en 1923 jusqu'à sa mort.
Ses recherches se sont focalisées sur la propagation des ondes radios et le bruit associé, en particulier l'influence de la température, de l'humidité, du champ magnétique et de l'éclairement sur les transmissions longue-distance. Sous sa direction, l'US Navy conduit des mesures de transmissions sans fils longues distances entre l'USS Birmingham et l'USS Salem. Ces mesures permirent à Austin et à son collaborateur, Louis Cohen, de développer la formule empirique dite formule de Austin-Cohen qui sert à prédire la force d'un signal sur de longues distances.
Austin rejoignit l'Institut des Ingénieurs Radio-électroniciens (maintenant IEEE) en 1913. Il devint le troisième président de l'institut en 1914 et reçut la médaille d'honneur de l'IEEE en 1927 « pour son travail de pionnier dans la mesure quantitative et les corrélations entre les facteurs agissant sur la transmission des ondes radios. » Il représenta les États-Unis à de nombreuses conférences internationales sur les ondes radios.
Il mourut en 1932 à Washington, D.C..